# Coppa Continentale 1998-1999 (hockey su pista)
La Coppa Continentale 1998-1999 è stata la 18ª edizione (la prima con la denominazione Coppa Continentale) dell'omonima competizione europea di hockey su pista. Alla manifestazione hanno partecipato gli spagnoli dell'Igualada, vincitore della CERH Champions League 1997-1998, e i connazionali del Noia, vincitore della Coppa CERS 1997-1998. 
A conquistare il trofeo è stato l'Igualada al quarto successo nella sua storia.

## Squadre partecipanti
| Club     | Qualificazione                        | Partecipazioni precedenti (il grassetto indica la vittoria) |
| -------- | ------------------------------------- | ----------------------------------------------------------- |
| Igualada | Detentore della CERH Champions League | 1993-1994, 1994-1995, 1995-1996                             |
| Noia     | Detentore della Coppa CERS            | 1988-1989, 1989-1990                                        |

## Risultati
| Squadra 1 | Totale | Squadra 2 | Andata | Ritorno |
| --------- | ------ | --------- | ------ | ------- |
| Igualada  | 6 - 5  | Noia      | 4 – 1  | 2 – 4   |

| Igualada 1º novembre 1998 Finale di andata | Igualada | 4 – 1 | Noia | Poliesportiu Les Comes |

| Sant Sadurní d'Anoia 3 novembre 1998 Finale di ritorno | Noia | 4 – 2 | Igualada | Pavelló Olímpic de l'Ateneu Agrícola |